# Thimert-Gâtelles
Thimert-Gâtelles település Franciaországban, Eure-et-Loir megyében. Lakosainak száma 1240 fő (2022. január 1.). Thimert-Gâtelles Ardelles, Châteauneuf-en-Thymerais, Favières, Mittainvilliers-Vérigny, Saint-Arnoult-des-Bois, Saint-Maixme-Hauterive, Saint-Sauveur-Marville és Tremblay-les-Villages községekkel határos.

## Népesség
A település népessége az elmúlt években az alábbi módon változott:
| Lakosok száma | 581  | 826  | 841  | 1051 | 1253 | 1278 | 1256 | 1245 | 1240 | 1240 |
|               | 1968 | 1982 | 1990 | 2006 | 2013 | 2015 | 2017 | 2019 | 2020 | 2022 |